# Engutoto
Engutoto è una circoscrizione mista (mixed ward) della Tanzania situata nel distretto di Monduli, regione di Arusha. Conta una popolazione di 6 970 abitanti (censimento 2012).